# Hugo Grille

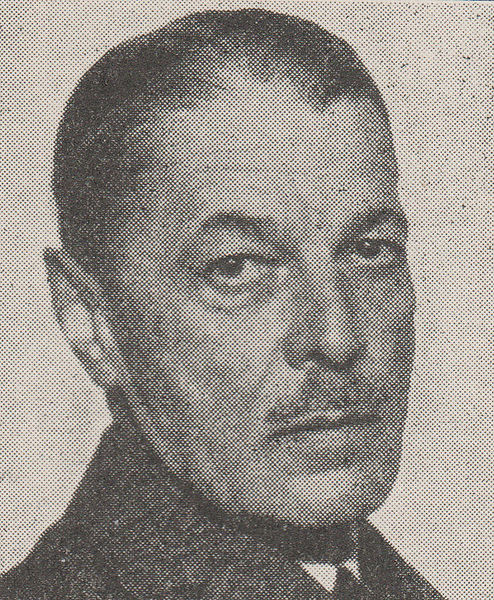
Hugo Grille

Hugo Grille (* 14. August 1870 in Löbau; † 12. Juni 1962 in München) war ein deutscher Richter und Verwaltungsjurist.

## Leben
Als Sohn des späteren Geheimen Justizrates Paul Hugo Grille und seiner Frau Agnes Clara geb. Reichel in Löbau geboren, besuchte Grille die Fürstenschule Grimma. Anschließend nahm er das Studium der Rechtswissenschaften an der Albert-Ludwigs-Universität Freiburg auf und wechselte ab dem Wintersemester 1892/93 an die Universität Leipzig. 1893 wurde er im Corps Saxonia Leipzig aktiv. Als Inaktiver beendete er sein Studium 1896 an der Friedrich-Wilhelms-Universität zu Berlin. 1897 wurde er in Leipzig zum Dr. iur. promoviert. Danach schlug er die Beamtenlaufbahn im Königreich Sachsen ein. 1898 war er Justizrat in Löbau und anschließend Königlich Sächsischer Amtshauptmann in Meißen, wo er 1917 den Meißner Kunstverein. gründete. 1919 wurde er Polizeipräsident in Dresden, wo er 1922 wegen Vorenthaltung von Nachrichten über die oberschlesischen Freikorps entlassen wurde. Er fand eine Neuanstellung als Richter am Sächsischen Oberverwaltungsgericht in Dresden, wo er bis zum Direktor aufstieg. Vom 1. Februar 1931 bis 30. November 1935 war er Kreishauptmann (Regierungspräsident) der Kreishauptmannschaft Chemnitz. Sein Nachfolger wurde 1937 der SS-Brigadeführer Emil Popp. 
Grille war Mitglied des Nationalsozialistischen Rechtswahrerbundes und eines Rotary-Clubs. Am 4. September 1937 lösten sich unter ihm als Governor die deutschen Rotary-Clubs mit Wirkung zum 15. Oktober 1937 auf.

## Ehrungen
- Eisernes Kreuz am weißen Bande (1914)
- Kriegsverdienstkreuz (Sachsen)
- Friedrich-Franz-Kreuz (16. Mai 1918)
- Verdienstkreuz (Preußen)
- Rote Kreuz-Medaille (Preußen) 3. und 2. Klasse
- Albrechts-Orden